# Lori Alan
Lori Alan Denniberg (Potomac, 18 luglio 1966) è un'attrice e doppiatrice statunitense.

## Filmografia parziale

### Cinema
- Marito a sorpresa (Holy Matrimony), regia di Leonard Nimoy (1994)
- A proposito di donne (Boys on the Side), regia di Herbert Ross (1995)
- Il padre della sposa 2 (Father of the Bride Part II), regia di Charles Shyer (1995)
- The Fluffer, regia di Wash West (2001)

### Televisione
- Law & Order - I due volti della giustizia (Law & Order) - serie TV, episodio 1x04 (1990)
- Phenom - serie TV, episodio 1x08 (1993)
- Il tocco di un angelo (Touched by an Angel) - serie TV, episodio 3x10 (1996)
- Will & Grace - serie TV, episodio 3x11 (2001)
- Streghe (Charmed) - serie TV, episodio 5x02 (2002)
- Sabrina, vita da strega (Sabrina, the Teenage Witch) - serie TV, episodio 6x04 (2002)
- Friends - serie TV, episodio 9x13 (2003)
- Good Morning, Miami - serie TV, episodio 1x15 (2003)
- Six Feet Under - serie TV, episodio 3x03 (2003)
- CSI - Scena del crimine (CSI: Crime Scene Investigation) - serie TV, episodio 6x10 (2005)
- Cory alla Casa Bianca (Cory in the House) - serie TV, 4 episodi (2007)
- Il tempo della nostra vita (Days of Our Lives) - serie TV, episodio 10x942 (2008)
- Chuck - serie TV, episodio 3x01 (2009)
- Southland - serie TV, 3 episodi (2009)
- The Closer - serie TV, episodio 5x07 (2009)
- 90210 - serie TV, episodio 3x10 (2010)
- Law & Order: LA - serie TV, episodio 1x12 (2011)
- Bones - serie TV, episodio 8x08 (2012)
- Mighty Med - Pronto soccorso eroi (Mighty Med) - serie TV, episodio 1x07 (2013)
- Castle - serie TV, episodio 6x15 (2014)
- Grey's Anatomy - serie TV, 11x06 (2014)
- The League - serie TV, 2 episodi (2015)

## Doppiaggio

### Cinema
- SpongeBob - Il film, regia di Stephen Hillenburg (2004)
- WALL•E, regia di Andrew Stanton (2008)
- Piovono polpette, regia di Phil Lord e Christopher Miller (2009)
- Toy Story 3 - La grande fuga, regia di Lee Unkrich (2010)
- Vacanze hawaiiane, regia di Gary Rydstrom - cortometraggio (2011)
- Monsters University, regia di Dan Scanlon (2013)
- Cattivissimo me 2 (2013)
- SpongeBob - Fuori dall'acqua, regia di Paul Tibbitt (2015)
- Inside Out, regia di Pete Docter (2015)
- Minions, regia di Kyle Balda (2015)
- Cattivissimo me 3 (2017)
- Toy Story 4, regia di Josh Cooley (2019)

### Televisione
- I Fantastici Quattro – serie TV, 27 episodi (1994-1996)
- Aaahh!!! Real Monsters – serie TV, 2 episodi (1996)
- Mucca e Pollo – serie TV, episodio 1x04 (1997)
- Hey, Arnold! – serie TV, 5 episodi (1997-2001)
- I Griffin – serie TV, 63 episodi (1999-2010)
- SpongeBob – serie TV, 194 episodi (1999-in corso)
- Le tenebrose avventure di Billy e Mandy – serie TV, 3 episodi (2005)
- W.I.T.C.H – serie TV, episodio 2x09 (2006)
- Rick & Steve: The Happiest Gay Couple in All the World (2008)
- Futurama – serie TV, 2 episodi (2010)
- Lab Rats – serie TV, episodio 1x03 (2012)
- Henry Mostriciattoli – serie TV, 43 episodi (2013-2014)
- Tom & Jerry e la fabbrica di cioccolato – speciale TV (2015)
- Pluto – serie TV (2023)
- La concierge Pokémon (Pokémon konsheruju) – serie TV (2023)

### Videogiochi
- The Boss in Metal Gear Solid 3: Snake Eater, Metal Gear Solid 3: Subsistence, Metal Gear Solid: Peace Walker e Metal Gear Solid V: The Phantom Pain
- Rosemary in Metal Gear Solid 3: Subsistence e in Metal Gear Solid 2: Sons of Liberty

## Doppiatrici italiane
Nelle versioni in italiano delle opere in cui ha recitato, Lori Alan è stata doppiata da:
- Francesca Guadagno in The Closer
- Marta Altinier in Castle
- Giulia Franzoso in La concierge Pokémon